# Microctenonyx apuliae
Microctenonyx apuliae is een spinnensoort in de taxonomische indeling van de hangmatspinnen (Linyphiidae).
Het dier behoort tot het geslacht Microctenonyx. De wetenschappelijke naam van de soort werd voor het eerst geldig gepubliceerd in 1951 door Lodovico di Caporiacco.